# چرخه هواکره
چرخه هوا کره (به انگلیسی:buttel weather cycle) جابه جایی هوای گرم و هوای سرد است که به دلیل تفاوت چگالی آنها اتفاق می‌افتد. این جابه جایی‌ها در بعضی موارد باعث باران و در مواردی باعث به وجود آمدن طوفان‌های شدید می‌شوند. همچنین علت اصلی پخش شدن گرما در زمین این چرخه هوا کره است.

## چگونگی به وجود آمدن
در قسمت‌های استوایی هوای گرم به دلیل چگالی پایین تر بالا می‌رود اما وقتی به ارتفاع بالایی رسید به دلیل غلظت کم هوا دمایش رفته رفته که می‌شود تا اینکه به خاطر افزایش چگالی (یادانسیته نسبت به آب) به طرف پایین حرکت می‌کند. همچنین زمانی که این جبهه‌های هوای گرم و مرطوب در هنگام بالا رفتن به هم برخورد کنند سرد می‌شوند و باران‌های شدیدی را به وجود می‌آورند که در مناطق استوایی دیده می‌شود. 
زمانی که دوباره هوای سرد به سمت پائین حرکت می‌کند به دلیل حرکت انتقالی زمین به دور خورشید این جریانات هوایی به سمت غرب منحرف می شوندو سلول‌های چرخشی را می‌سازند. زمین دارای ۶ سلول خورشیدی است.

## جبهه‌های هوایی

### جبههٔ گرم
وقتی یک توده هوای گرم پس از عقب نشینی توده هوای سرد پیش می‌رود مرز بین آنهارا جبهه هوای گرم می‌نامند. در این صورت هوای گرم با شیب ملایمی به روی هوای گرم می‌رود و بعد از این که مانند آنچه در کوهستان رخ می‌دهد خنک شد باران ملایمی را در نواحی پایین خودش به وجود می‌آورد.